# Drapé mouillé

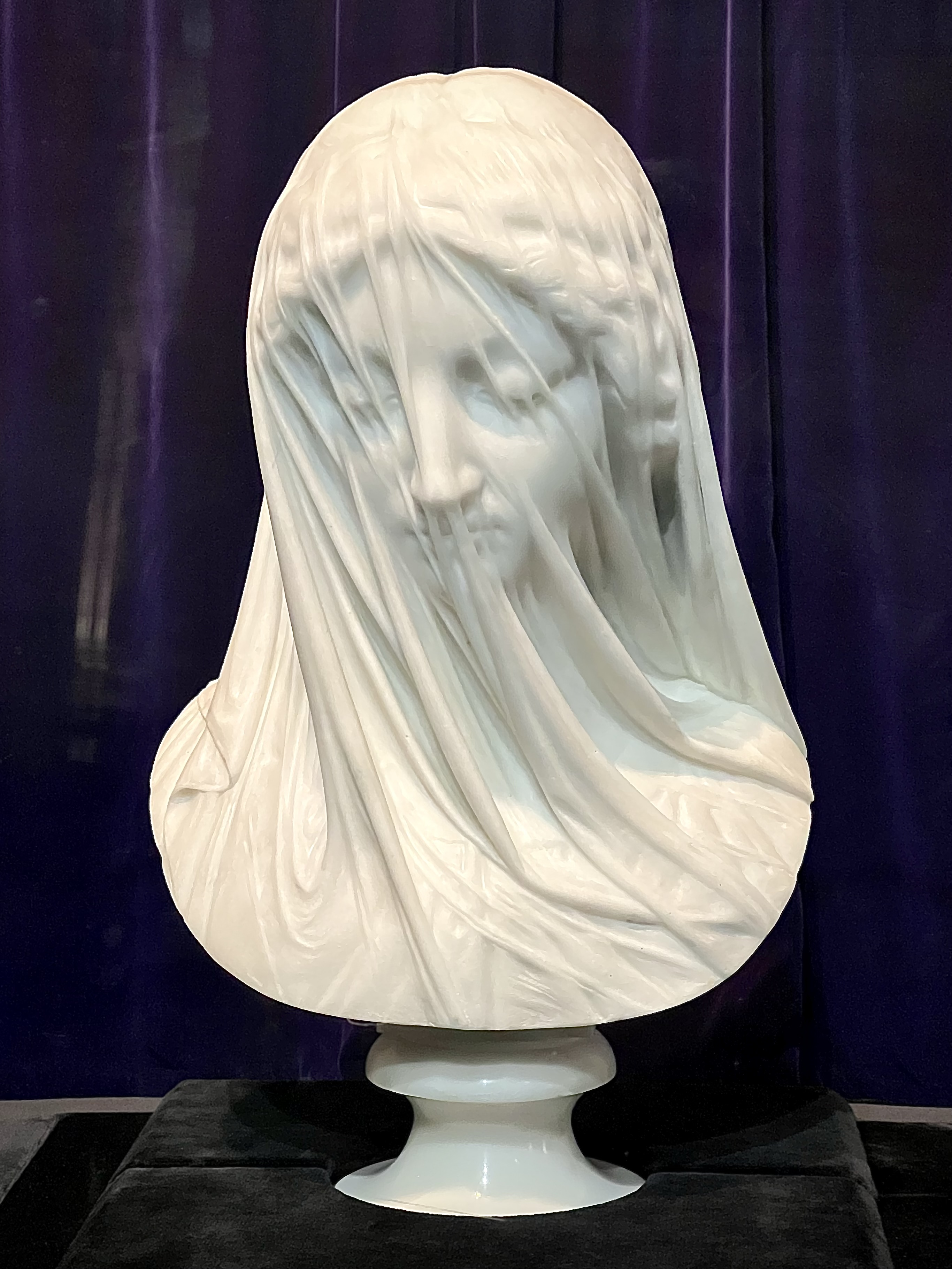
Gesluierde Maagd (Strazza, ca. 1850-55)

Drapé mouillé (Frans voor vochtige drapering) is een techniek in de beeldende kunsten om lichaamsvormen weer te geven door vaak nauw aansluitende kleding heen, alsof de stof nat is. In het Italiaans spreekt men over panneggio bagnato. Met name in de beeldhouwkunst is het erotische effect van tegelijk verhullen en ontbloten vaak opgezocht, ook omdat de kunstenaar met de transparantie zijn virtuositeit kon tonen.

## Geschiedenis
De techniek bestond waarschijnlijk al in het oude Egypte. Het Louvre bewaart een vrouwenlichaam in kwartsiet dat naar alle waarschijnlijkheid Nefertiti voorstelt en in elk geval behoort tot de Amarna-kunst van de 18e dynastie (ca. 1353-1336 v.Chr.). In het antieke Griekenland verscheen drapé mouillé als een manier om het conventionele taboe op vrouwelijk naakt te omzeilen. Een vroeg - zij het nog betwist - voorbeeld is de Ludovisitroon uit ongeveer 460 v.Chr. Een decennium later gebruikte Phidias de techniek voor de sculpturen van het Parthenon. Iets jonger is het reliëf van Nikè op haar Atheense tempel, waarbij de godin haar sandaal losmaakt (ca. 420 v.Chr.). Een Xanthisch grafmonument was versierd met beelden van de Nereïden wier kledij door de wind tegen hun lichaam werd geblazen (ca. 390 v.Chr.). Beeldhouwers die de techniek in de traditie van Phidias toepasten waren Leochares, Praxiteles en Skopas van Paros.

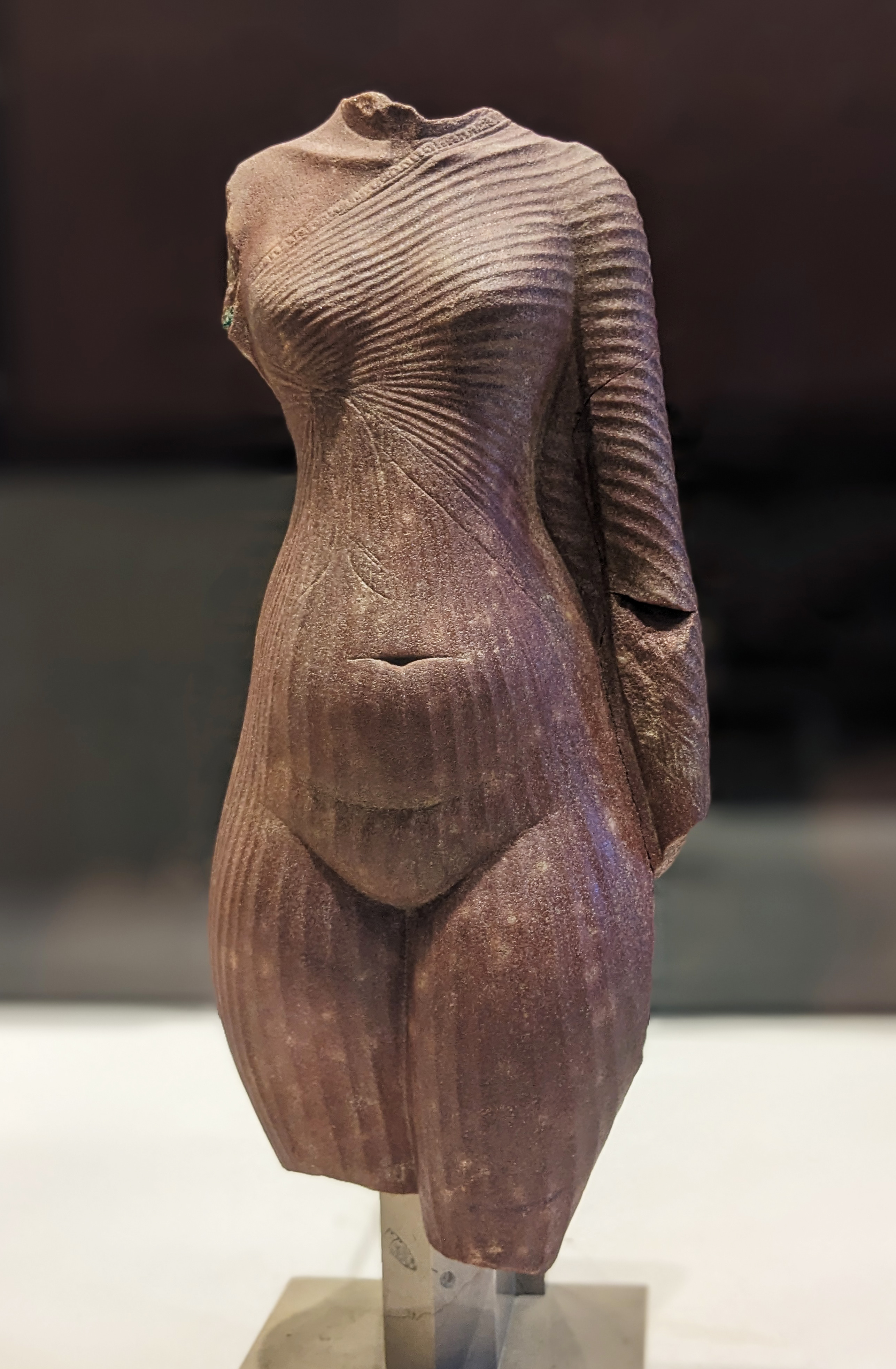
Egyptisch Nefertitibeeld
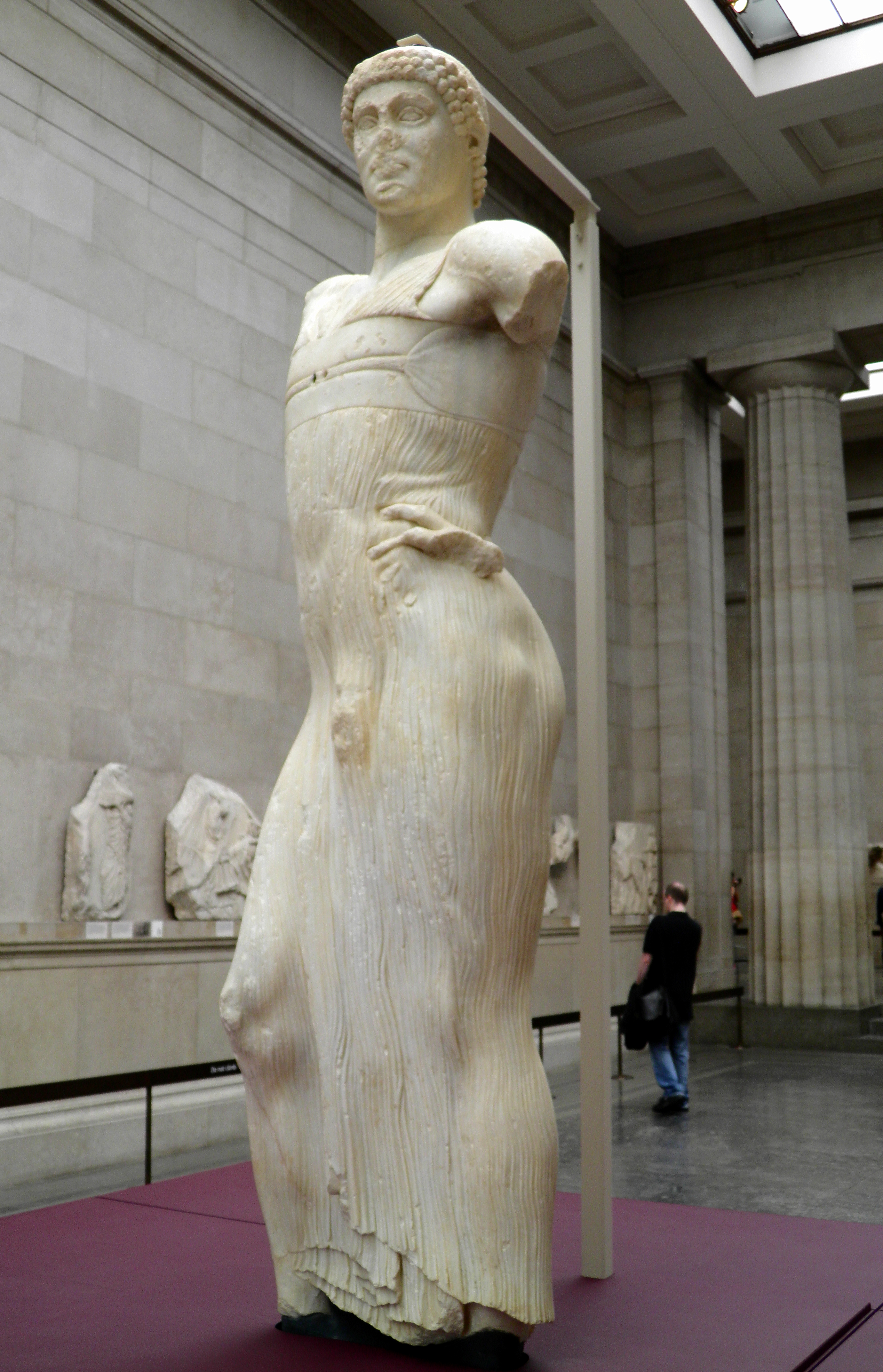
Menner van Motya
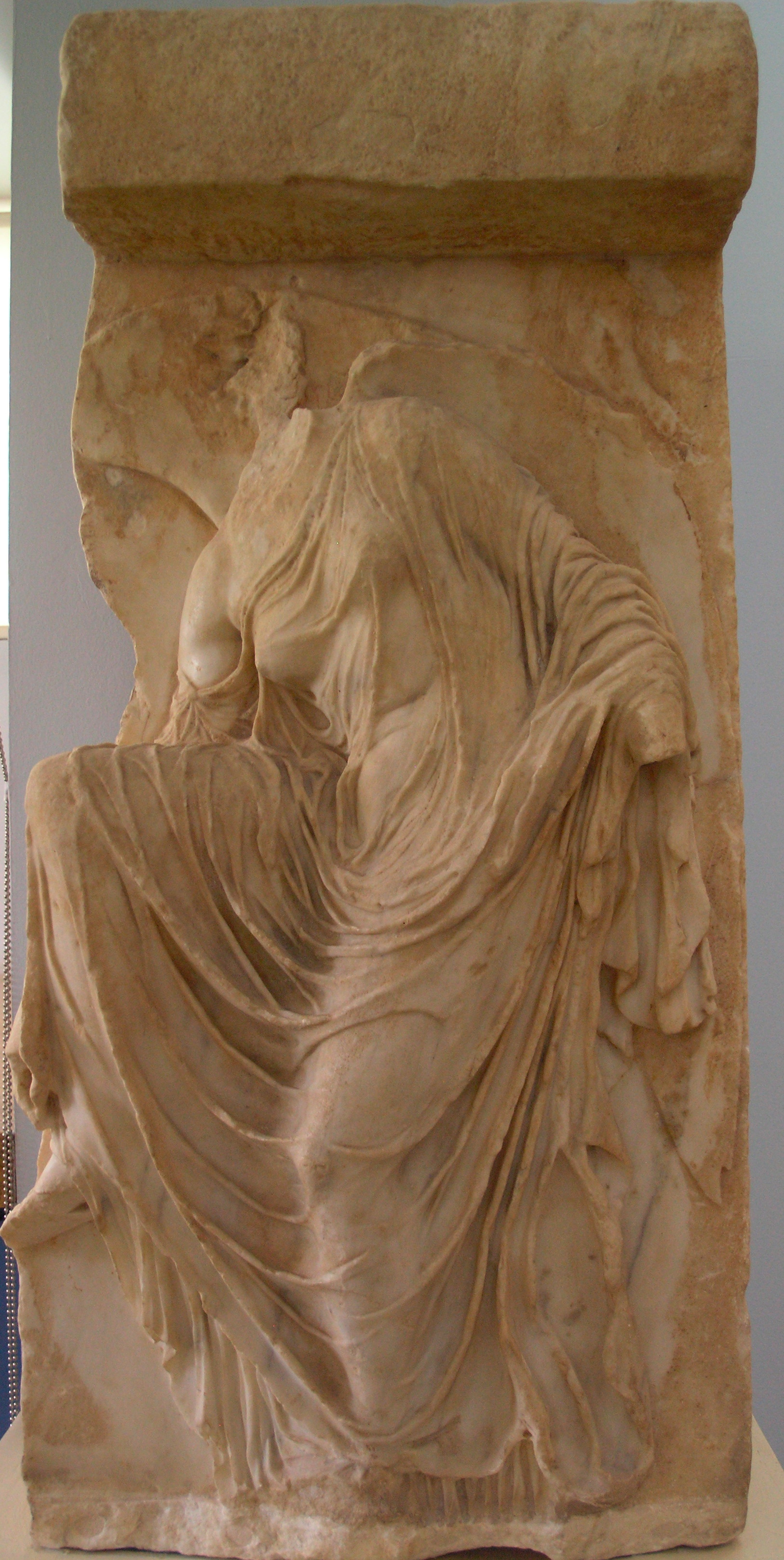
Nikè uit Athene
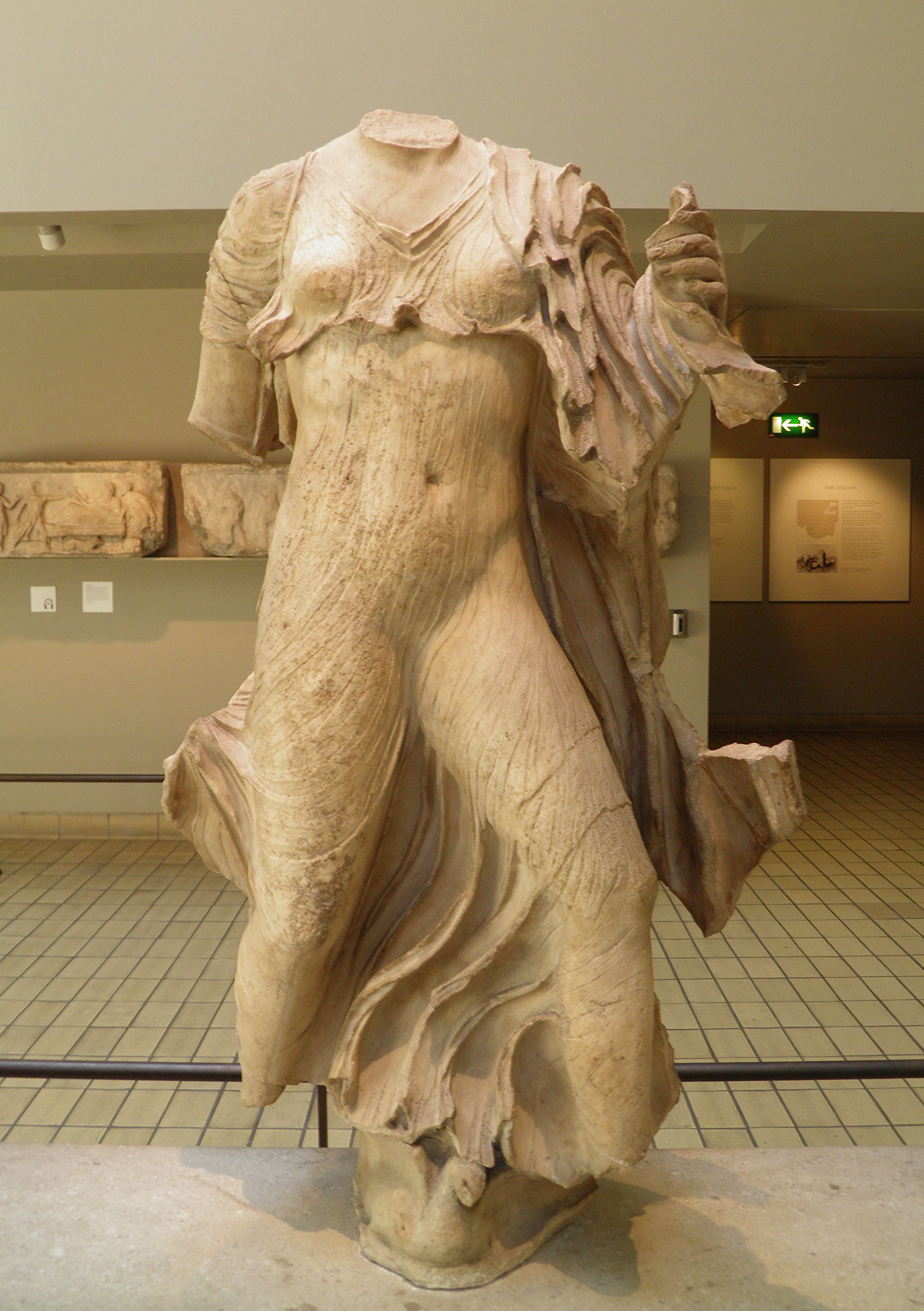
Nereïde uit Xanthos
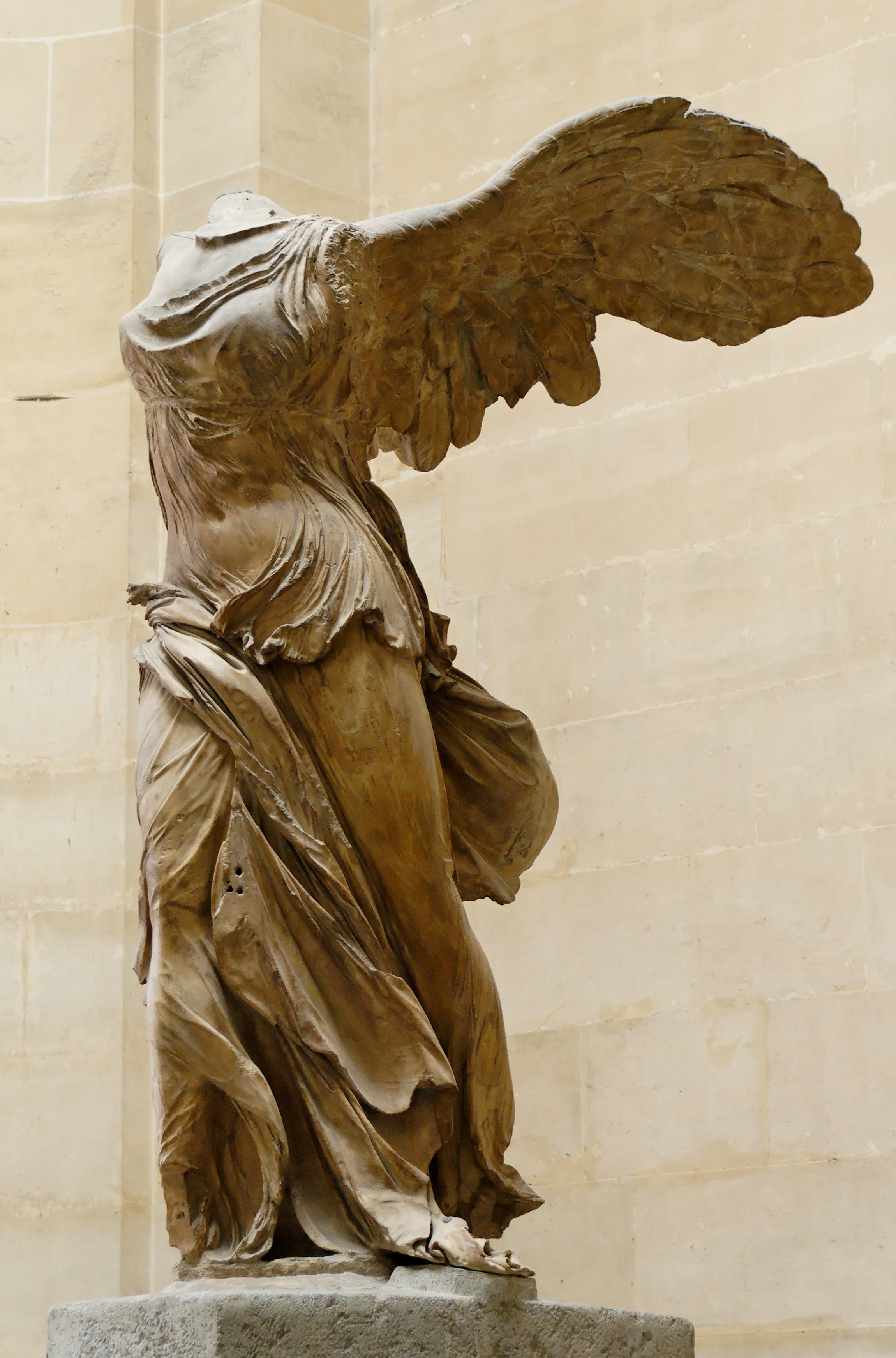
Nikè van Samothrake
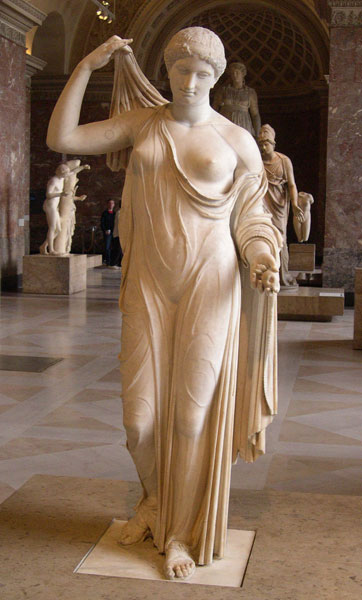
Venus genitrix
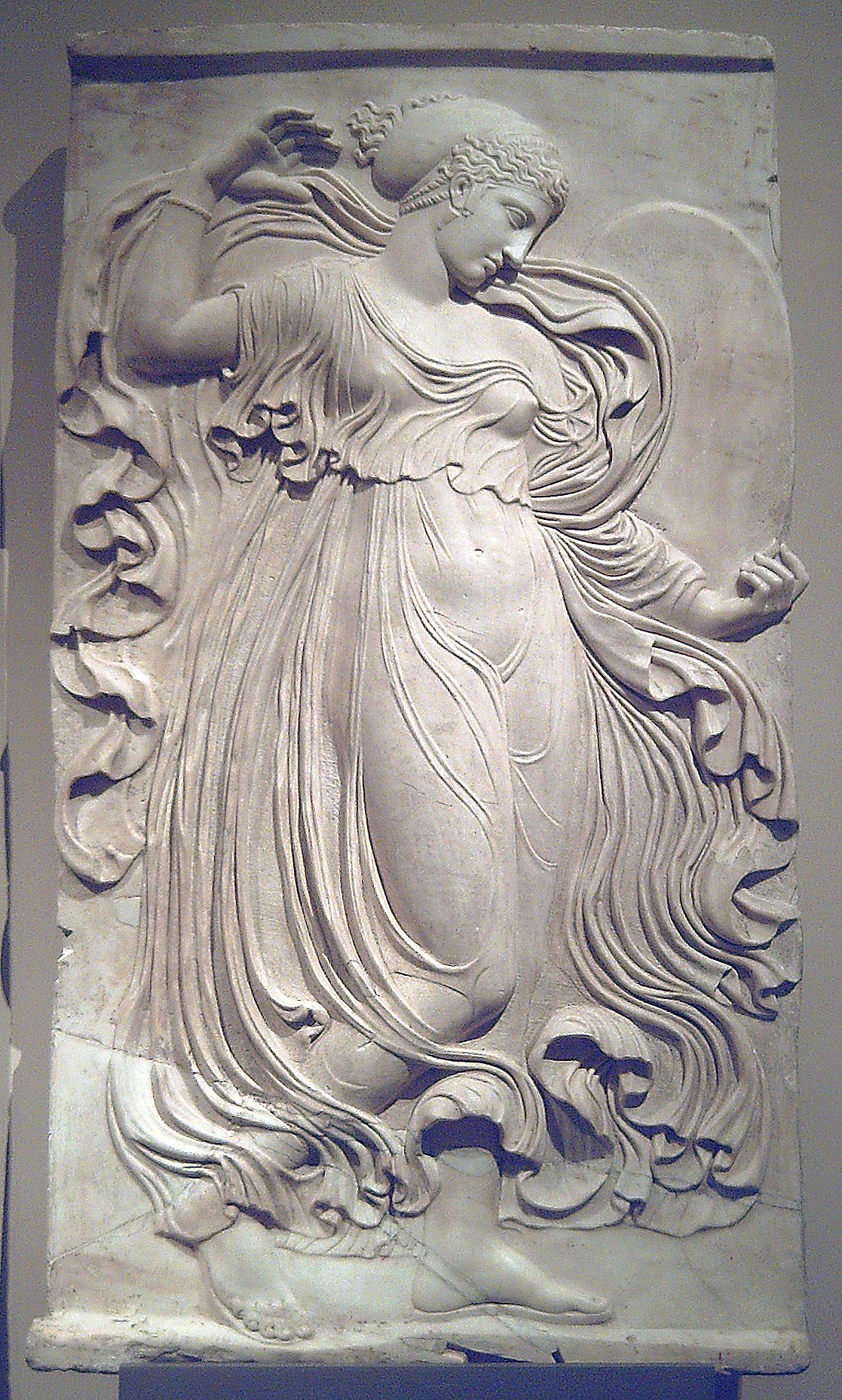
Romeinse maenade

Ook nadat het vrouwelijk naakt ingang had gevonden, bleef drapé mouillé bestaan, gedurende het hellenisme en bij de Romeinen. Na de veroveringen van Alexander de Grote ontstond in het Grieks-Bactrisch koninkrijk een syncretisme tussen Griekse en boeddhistische kunst, waarbij het drapé mouillé ingang vond in het oosten. Vóór het begin van onze jaartelling verspreidde de stijl zich naar Gandhara en ook onder de Gupta's werden boeddhabeelden, in het bijzonder in Sarnath en Mathura, weergegeven met een monnikenkleed dat in nauwe plooien om het lijf viel, de lichaamsvormen revelerend maar niet het geslacht. Via India bereikte het drapé mouillé ook de Chinezen onder het Koninkrijk Wei. Een 6e-eeuws geschrift vertelt dat de figuren van een schilder kleren droegen alsof ze met water doorweekt waren. Later werd het effect toegepast door de schilder Cao Zhongda (882-943), en ging men erover spreken als Caoyi chushui ("Cao's kleed uit het water komend", 曹衣出水).

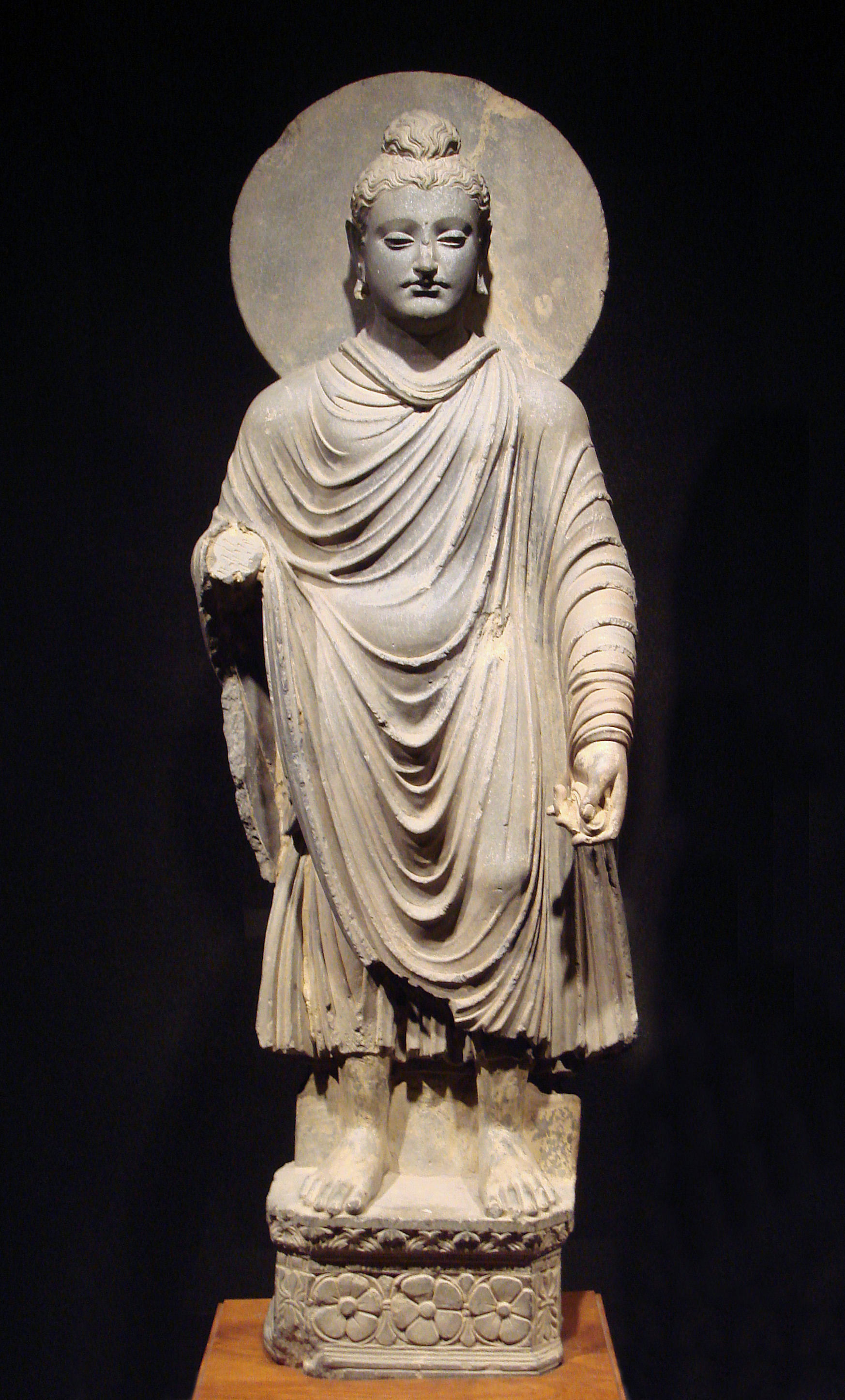
Boeddha uit Ghandara (5e-6e eeuw v.chr.)
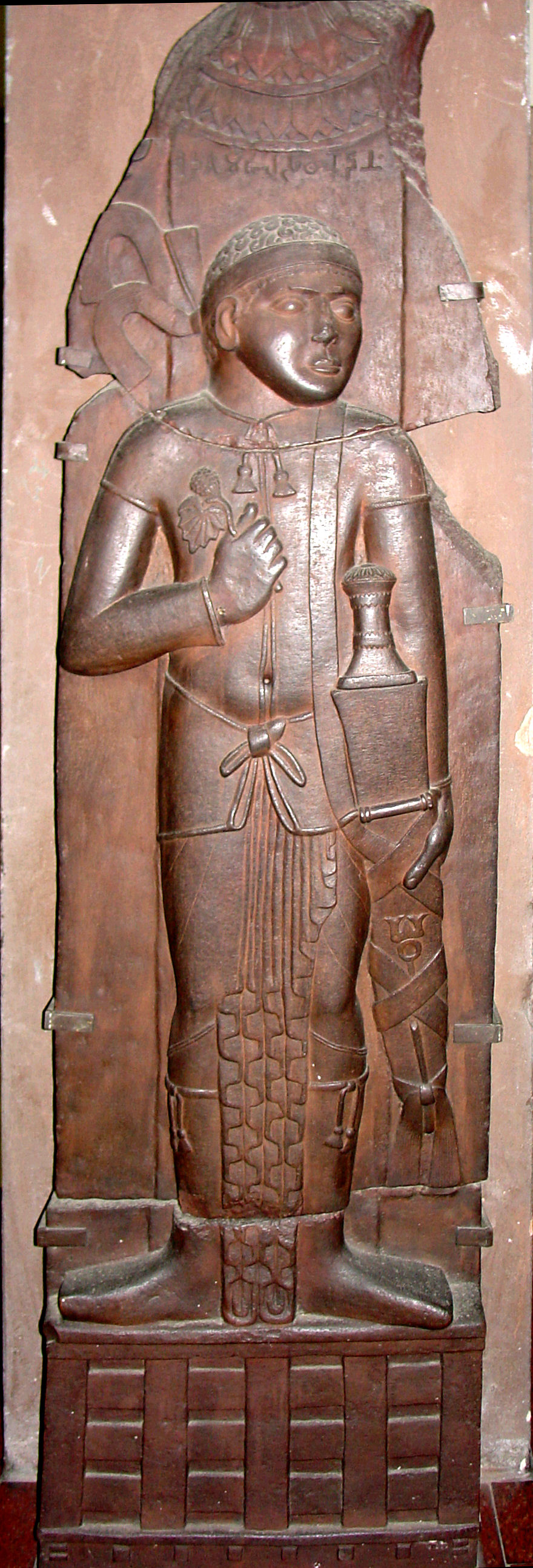
Griekse krijger als dvarapala, 1e eeuw v.Chr.
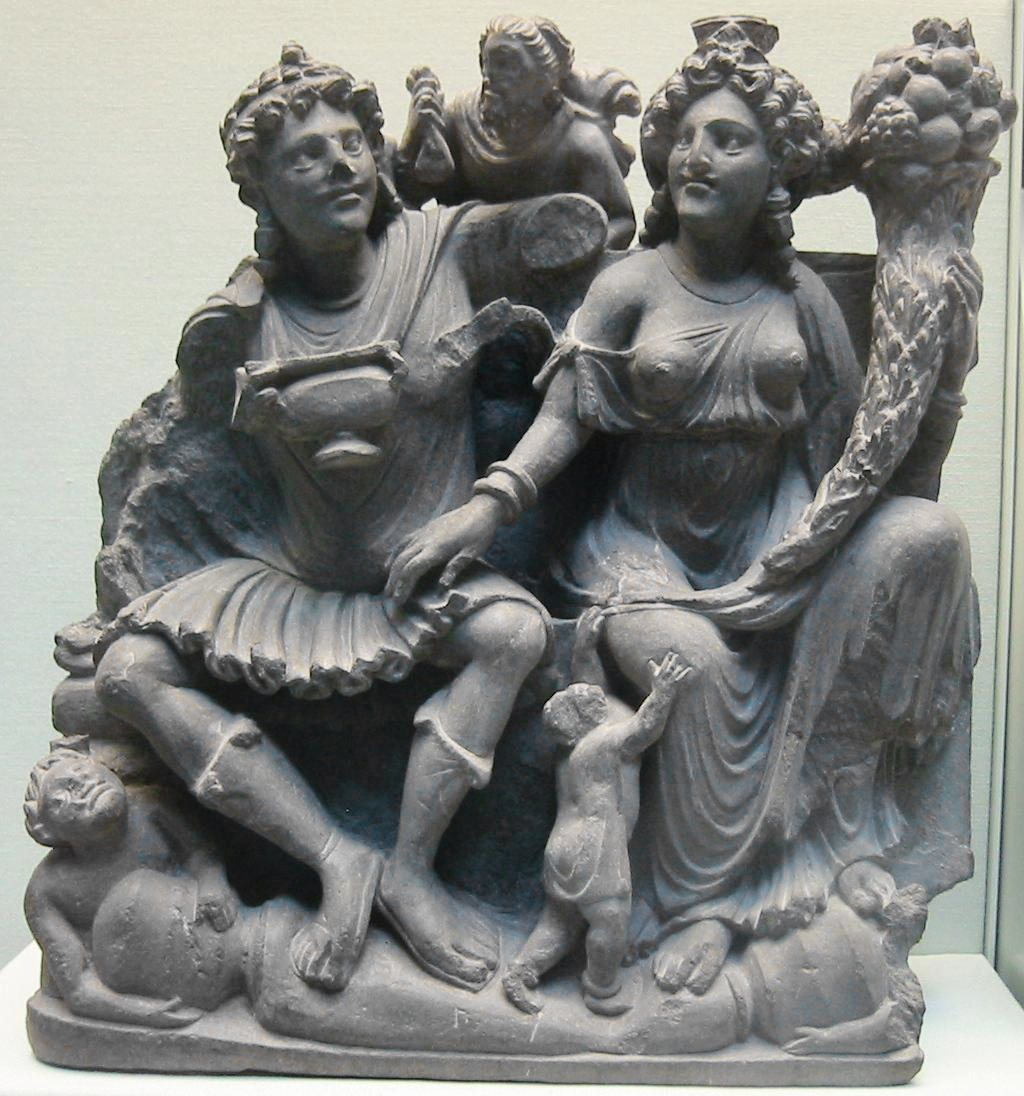
Pharro en Ardoxsho (Greco-Boeddhisme, 2e-3e eeuw)
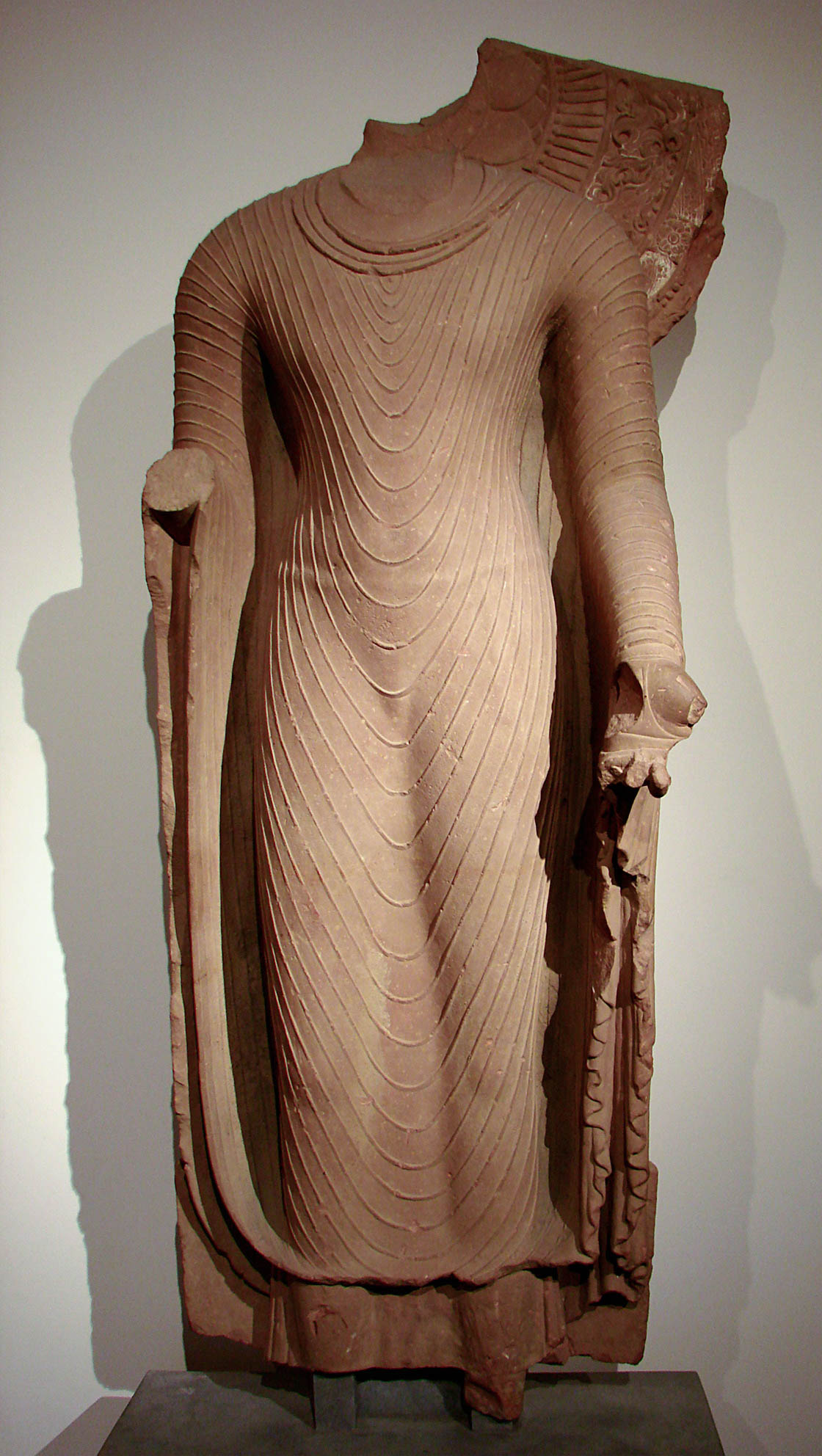
5e-eeuws boeddhabeeld (Mathura)
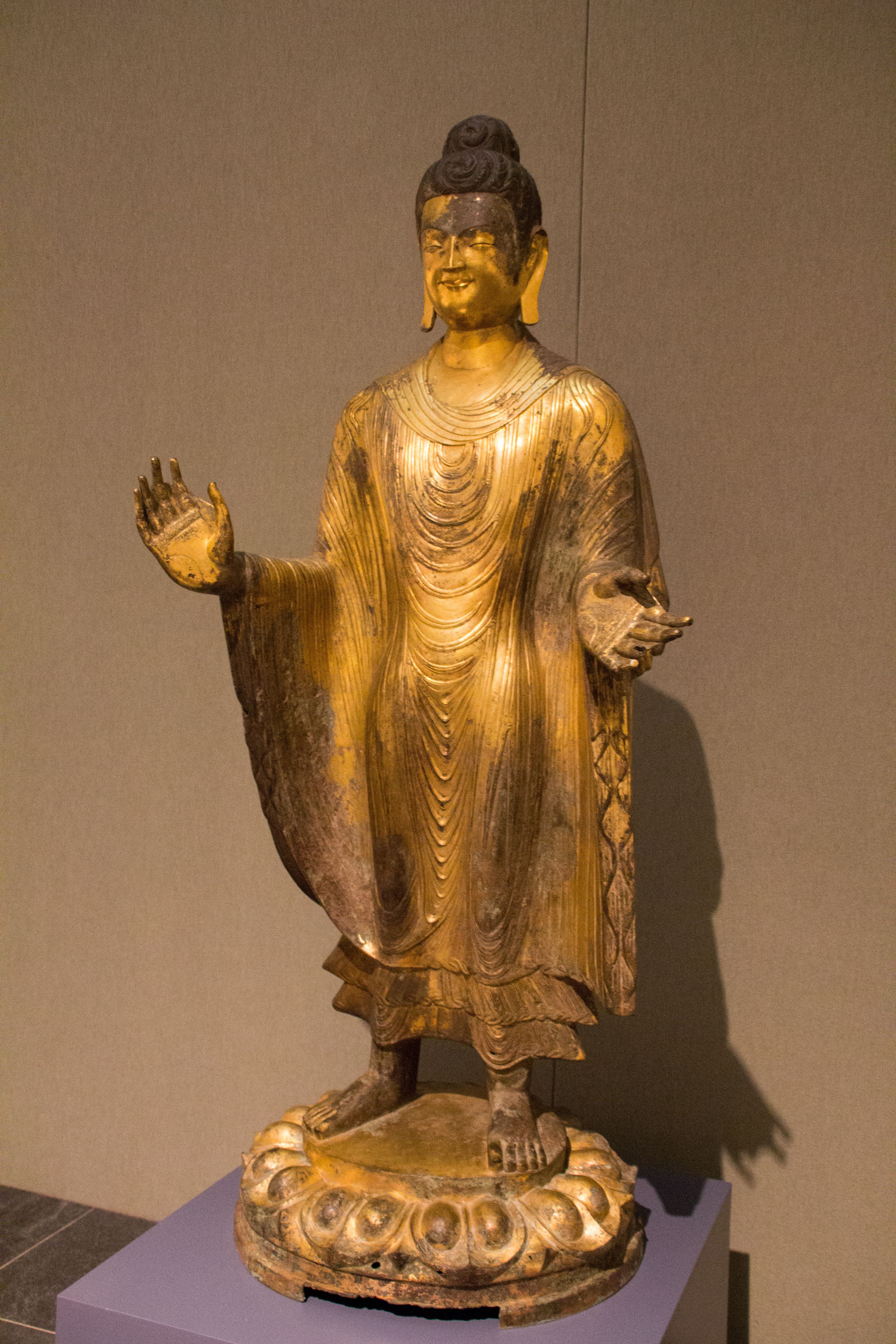
Boeddha uit Shanxi, 486

In de middeleeuwen verdween de stijl uit Europa. Een voorzichtige terugkeer kwam er met de Muldenfaltenstil in de decennia voor en na 1200. Pas toen de Italiaanse renaissance de antieke kunst liet herleven, kwam drapé mouillé weer echt in zwang. Schilders als Verrocchio en Mantegna lieten modellen poseren in gewaden doordrenkt met water en gips, om beter het spel van licht en schaduw te kunnen vangen. In de beeldhouwkunst was het vooral de op virtuoze effecten beluste barok die de techniek gebruikte, zoals bijvoorbeeld te zien in de Heilige Suzanna van Frans Duquesnoy (ca. 1630). In de 18e eeuw bereikte het fenomeen een hoogtepunt in het Napels van Giuseppe Sanmartino en Antonio Corradini. Hun transparante creaties zijn in de Cappella Sansevero te zien.
Ook in het 19e-eeuwse Europa bleven beeldhouwers hun kunnen demonstreren met 'vochtige draperingen'. Het beroemdst is misschien Strazza's Gesluierde Maagd uit de jaren 1850. Ook werk van Chauncey Bradley (Undine Rising from the Waters, 1880) en Pietro Rossi (Gesluierde vrouw, 1882) kan worden aangestipt. Maar in die jaren was de reactie tegen al wat klassiek was reeds begonnen: vanaf het futurisme raakte drapé mouillé geassocieerd met zoetsappige gekunsteldheid en werd het onmodieus.

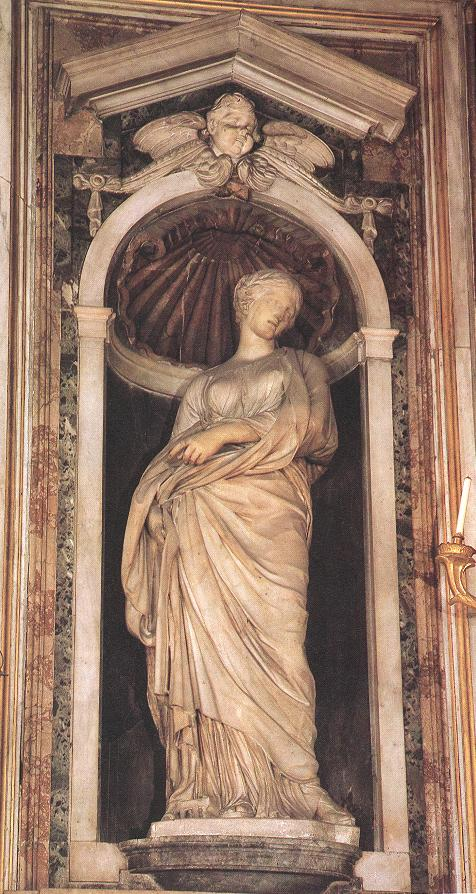
Duquesnoy's Suzanna
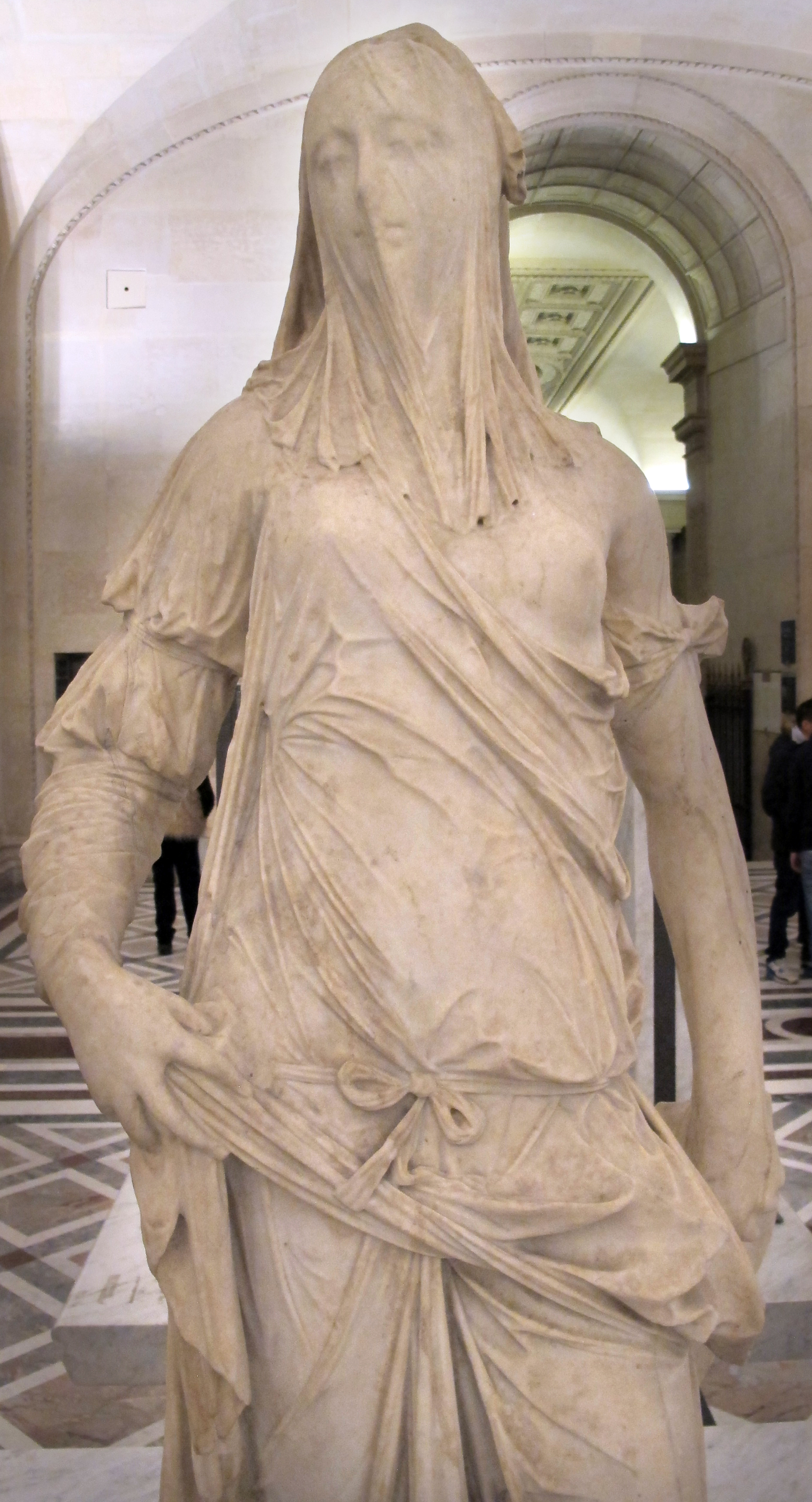
Donna velata van Corradini
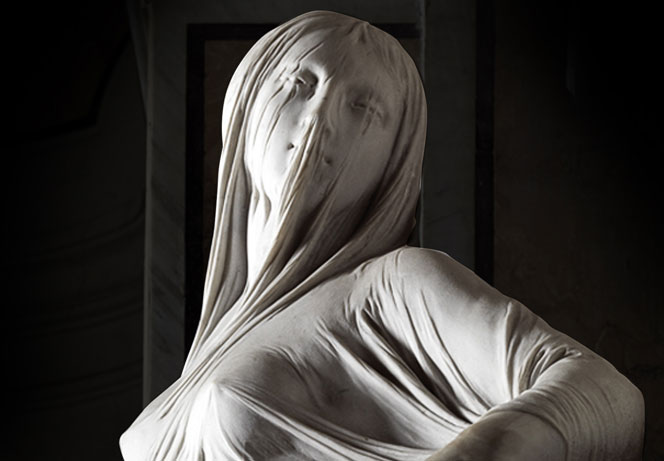
De Pudeur/Gesluierde Waarheid van Corradini
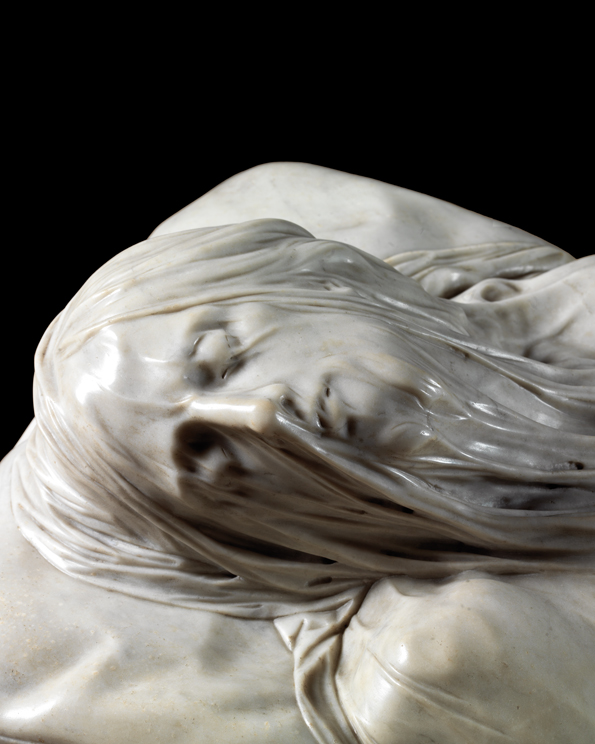
Sanmartino's Gesluierde Christus
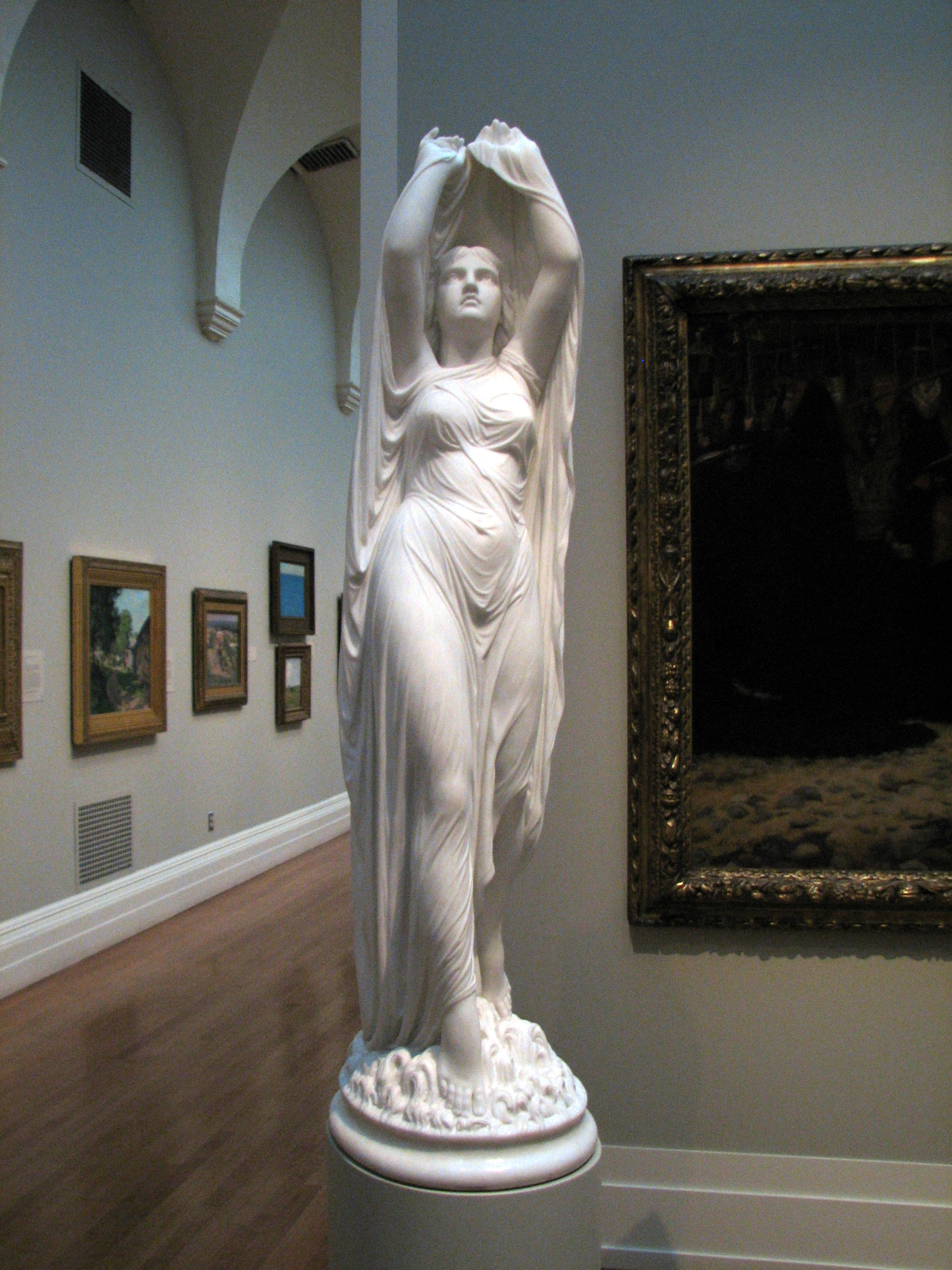
Undine van Bradley

## Voetnoten
1. ↑  Nadine Vasseur, Les plis, 2002, p. 36
2. ↑  François Fourcade, La peinture murale de Touenhouang, 1962, p. 45
3. ↑  La "Vierge voilée" de Strazza: un marbre transparent qui fascine, France culture, 27 september 2018. Gearchiveerd op 26 april 2022.